# Права ЛГБТ в Перу
Лесбиянки, геи, бисексуалы и трансгендеры (ЛГБТ) в Перу сталкиваются с правовыми проблемами, с которыми не сталкиваются жители страны, не принадлежащие к ЛГБТ. Однополые сексуальные отношения между взрослыми по обоюдному согласию являются законными. Однако домохозяйства, возглавляемые однополыми парами, не имеют права на ту же правовую защиту, которая доступна разнополым парам.
В январе 2017 года вступил в силу указ президента Педро Пабло Кучински, запрещающий все формы дискриминации и преступления на почве ненависти по признаку сексуальной ориентации и гендерной идентичности. В знаменательном постановлении, опубликованном 9 января 2017 года, 7-й Конституционный суд Лимы вынес решение в пользу признания и регистрации однополого брака между гражданином Перу и гражданином Мексики, заключённого в Мехико в 2010 году. В марте 2018 года это решение было отменено Верховным судом Перу по процессуальным основаниям. 
Гомосексуальность использовалась в качестве основания для раздельного проживания или развода. Законы, призванные защитить «общественную мораль», такие как статья 183 Уголовного кодекса о «непристойных выставках и публикациях», также использовались против лесбиянок и геев. Отношение общества к гомосексуалам в целом было враждебным и до сих пор находится под сильным влиянием католической церкви. В 1980-х годах основание организации Movimiento Homosexual de Lima (MHOL) смогло внести хотя бы небольшие изменения в отношение СМИ к гомосексуальности. Известные представители ЛГБТ могут столкнуться с преследованием со стороны общественности. Во время первого в Лиме парада гордости в 2002 году большинство демонстрантов были в масках, чтобы избежать преследований со стороны общественности.

## История

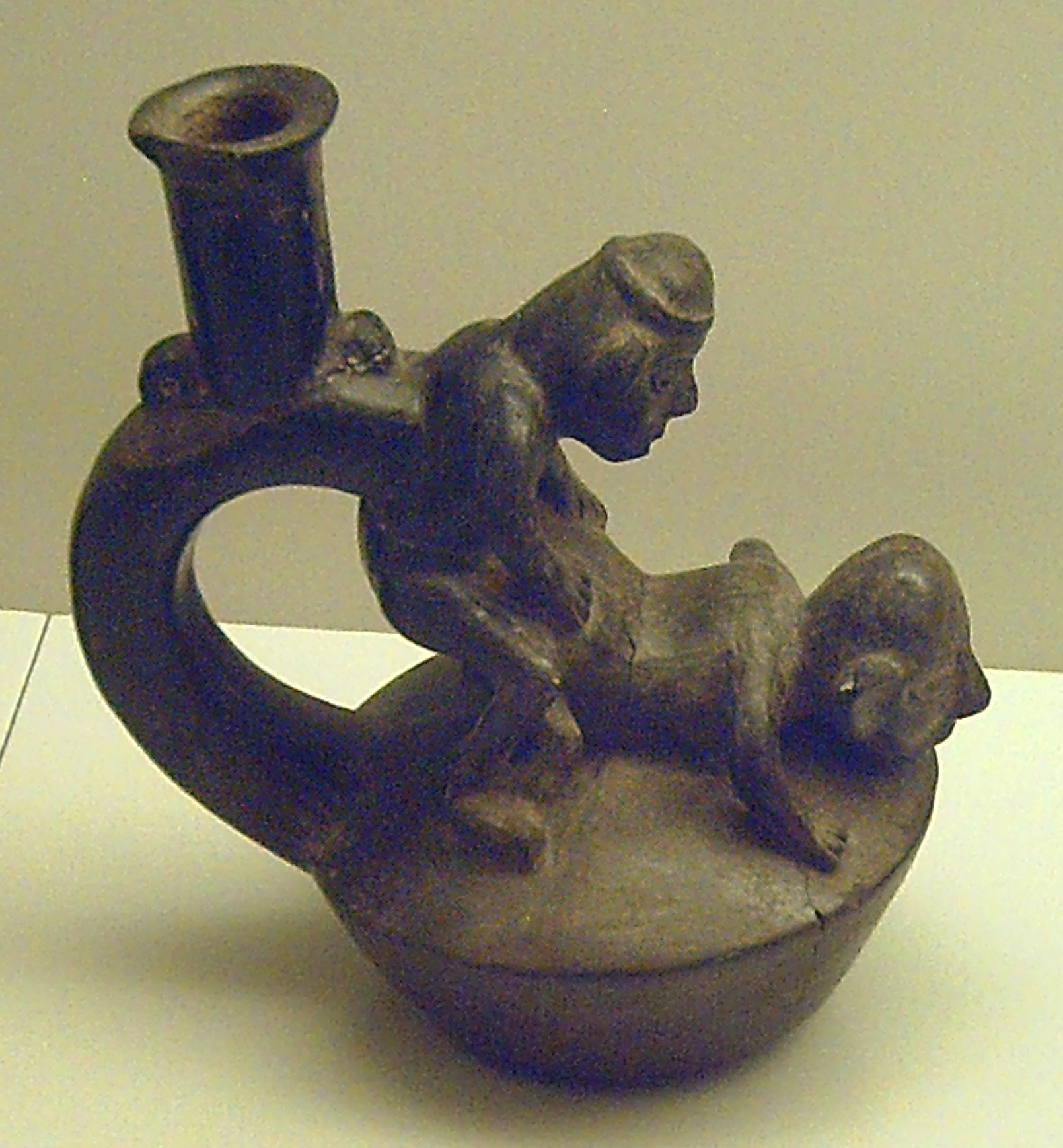
Керамика Чиму, изображающая двух мужчин, занимающихся сексом.

Цивилизация моче (100—700 гг.) не относилась к гомосексуальности негативно и уничижительно. Около 40% керамических изделий моче (huacos) изображают женские и мужские гомосексуальные отношения. Цивилизация чиму (900—1470 гг.) также не относилась к гомосексуальности негативно, и керамика чиму, изображающая гомосексуальные отношения, существует и по сей день. Однако многие из этих керамических изделий и артефактов были уничтожены испанцами, которые сочли их аморальными. Народ аймара считал гомосексуалов сверхъестественными существами и шаманами, способными к магии. 
Восприятие гомосексуальности в империи инков неясно и является предметом постоянных дебатов. Большая часть современных документов об инках восходит к испанской инквизиции, которая ввела христианство в Перу и Южной Америки и считала гомосексуальность греховной. Согласно некоторым источникам, гомосексуальность и переодевание в одежду другого пола были допустимыми «актами поклонения», которые обычно практиковались в религиозных ритуалах и храмах. Quariwarmi были переодетыми шаманами, которым поручалось проводить ритуалы в честь Чуки Чинчай, двуполого бога-ягуара.  Женоподобных мужчин инки называли hualmishcu или warminchu. Лесбийские отношения, по-видимому, высоко ценились в обществе инков. Лесбиянки (известные как holjoshta) пользовались многими привилегиями и могли даже участвовать в единоборствах, а также имели возможность поддерживать беспорядочные связи между собой. 
Мужская и женская проституция также существовала в империи инков. Проститутки были известны как pampayruna. К женщинам-проституткам относились с презрением. Женщинам не разрешалось разговаривать с ними, иначе их публично брили, а женатые мужчины, вступавшие с ними в сексуальные отношения, наказывались тем, что им связывали руки и ноги, а затем их судила семья жены. Несмотря на это, они, по-видимому, высоко ценились неженатыми молодыми людьми. С другой стороны, мужчины-проституты, похоже, пользовались определёнными привилегиями. Они жили в храмах вместе с женщинами, одевались в платье и пользовались особой любовью знати. Это позволяет предположить, что гомосексуальность практиковалась среди знати инков. Действительно, Франсиско де Толедо и другие испанцы, как сообщается, были «в ужасе», обнаружив, что гомосексуальность и добрачные половые связи практиковались инками по их прибытии в 16 веке. После падения империи инков в 1572 году испанцы ввели смертную казнь за содомию.

## Законность однополых сексуальных отношений
В Перу однополые сексуальные отношения по обоюдному согласию стали законными с момента вступления в силу Уголовного кодекса 1924 года. В 1836—1838 годах Уголовный кодекс Боливии, введенный генералом Андресом де Санта-Крусом при создании Конфедерации Перу и Боливии, не содержал прямого запрета на гомосексуальность. Первый Уголовный кодекс Перу, утверждённый в 1863 году, включал содомию как уголовно наказуемое деяние. Согласно статье 272, лицо, совершившее содомию, подлежало тюремному заключению, причем наказания были такими же, как и для лиц, совершивших преступления, связанные с изнасилованием и совращением малолетних. 
Возраст согласия в Перу несколько раз менялся в течение последних лет и был предметом политических дебатов, но сегодня он установлен на уровне 14 лет, независимо от гендера и/или сексуальной ориентации,  в соответствии с решением Конституционного суда Перу от 2012 года. 

## Признание однополых отношений
8 августа 2020 года Министерство экономики и финансов постановило, что однополые партнёры медицинских работников имеют право на наследование пособий. 

### Гражданские союзы
26 июля 2010 года депутат Хосе Варгас от правящей партии Американский народно-революционный альянс объявил, что внесёт законопроект о легализации гражданских союзов.   Однако в начале 2011 года законопроект был заблокирован в комитете юстиции, поскольку некоторые его члены считали, что для утверждения закона необходимо изменить Конституцию. 
Перед всеобщими выборами 2011 года в Перу два кандидата в президенты, Кейко Фухимори и Алехандро Толедо, высказались в поддержку гражданских союзов для однополых пар, но ни один из них не был избран. Победитель выборов Ольянта Умала заявил, что выступает против юридического признания однополых пар. В апреле 2014 года депутат Карлос Брюс получил петицию, подписанную 10 000 человек, в пользу разрешения гражданских союзов для однополых пар. Брюс, который предложил внести изменения в закон в сентябре 2013 года, выразил надежду, что это облегчит дискриминацию, с которой сталкиваются перуанские представители ЛГБТ.
Обсуждение законопроекта было запланировано на 7 апреля в Комиссии по юстиции и правам человека, но в итоге было отложено до Пасхи. В июне 2014 года в Конгрессе обсуждался ряд законопроектов, предоставляющих различные формы признания. После дебатов политик Карлос Брюс, который ранее публично заявил, что он гей, решил, что его первоначальный законопроект о гражданском союзе, предоставляющий однополым парам более широкие права, должен быть поставлен на голосование отдельно от других предложений. На следующей парламентской сессии, которая началась в августе, планировалось обсудить более одного законопроекта, позволяющего признавать однополые отношения, однако в итоге дебаты были отложены еще раз. 
В середине декабря 2014 года, в последнюю неделю 2014 законодательного года, было объявлено, что законопроект станет первым пунктом повестки дня правительства на новой парламентской сессии, которая началась в начале марта 2015 года . 10 марта законопроект Брюса о гражданских союзах был отклонён 7 голосами против 4 при 2 воздержавшихся и 2 отсутствующих в комитете юстиции. Один из сенаторов призвал Конгресс пересмотреть законопроект, и голосование по предложению было назначено на 17 марта, но заседание было приостановлено из-за неявки сенаторов. Также в повестке дня стояло альтернативное предложение под названием «солидарный союз», голосование по которому должно было состояться в течение двух недель, однако заседание так и не состоялось. 14 апреля 2015 года законопроект был официально отложен комитетом юстиции, получив всего два голоса за его повторное рассмотрение. 
В конце ноября 2016 года конгрессмены Карлос Брюс и Альберто де Белаунде из правоцентристской партии Перуанцы за перемены вновь внесли законопроект о гражданских союзах в Конгресс. Под законопроектом стоят подписи различных политиков: Джино Косты, Серхио Давила, Висенте Себальоса, Аны Марии Чокеуанка, Гуидо Ломбарди, Джанет Санчес Альвы, Хуана Шепута и вице-президента Мерседес Араос. Президент Педро Пабло Кучински объявил о своей поддержке однополых гражданских союзов во время своей президентской кампании.

### Однополые браки
14 февраля 2017 года в Конгресс Перу был внесён законопроект о легализации однополых браков. Авторами законопроекта являются Индира Уилка, Мариса Главе, Таня Париона Тарки, Альберто Кинтанилья, Мануэль Даммерт, Орасио Себальос, Марко Арана и Эдгар Очоа из Широкого фронта и Альберто де Белаунде, Гуидо Ломбарди и Карлос Брюс из «Перуанцы за перемены». Уилка заявила, что закон направлен не на «создание специального юридического признания» однополых пар, а на расширение равных прав. «Ни больше, ни меньше».  Предложение направлено на изменение статьи 234 Гражданского кодекса, чтобы определить брак как «союз, добровольно заключенный двумя лицами, имеющими на это право по закону». 

#### Признание браков, заключённых за границей
16 сентября 2016 года регистрационный трибунал Национального реестра идентификации и гражданского состояния (RENIEC) вынес решение в пользу однополой пары, вступившей в брак за границей, посчитав, что однополые браки не противоречат международному правопорядку. Пара, зарегистрировавшая брак в Бельгии, стремилась зарегистрировать приобретённое в стране имущество. Однако государственный регистратор отказал им в этом. 3 февраля суд определил, что применимым правом в данном случае является бельгийское, а не перуанское законодательство. В связи с этим суд постановил, что пара может приобрести и зарегистрировать недвижимость в Перу. Государственный регистратор снова отказал, заявив, что хотя в данном случае брак был заключен по бельгийскому законодательству, это противоречит международному праву и порядку, установленному договорами, подписанными Перу. В сентябре суд постановил, что брак не может быть несовместим с международным общественным порядком, поскольку однополые браки разрешены во многих странах, и снова постановил, что перуанское законодательство не применимо к данному делу, поскольку это брак, регулируемый законами Бельгии. В результате, однополые пары, заключившие брак в другой стране, не будут иметь проблем с регистрацией собственности, приобретенной ими в Перу, и признанием их экономических прав. 
В решении, опубликованном 9 января 2017 года, 7-й Конституционный суд Лимы обязал RENIEC признать и зарегистрировать брак однополой пары Оскара Угартече и Фиделя Ароче, которые ранее поженились в Мехико. Угартече является основателем Гомосексуального движения Лимы, перуанской группы по защите прав ЛГБТ, основанной в 1982 году. Суд постановил, что непризнание однополых браков, заключённых в других странах, было бы крайне дискриминационным и противоречило бы как Конституции Перу, так и многим международным положениям. Суд установил, что единственной причиной, по которой брак не был признан, было то, что он был заключен между лицами одного пола, и этот аргумент не является разумным и объективным. Кроме того, суд сослался на множество международных прецедентов, включая Atala Riffo and Daughters v. Chile и Обергефелл против Ходжеса.  RENIEC заявил, что обжалует решение в Высшем суде правосудия Лимы.  Высший суд в марте 2018 года прекратил дело, поскольку Угартече подал иск против RENIEC с опозданием на шесть дней. Однако суд не вынес решения по существу дела. Угартече объявил о своем намерении подать апелляцию в Конституционный суд. Суд рассмотрел дело 20 июня 2018 года.
В апреле 2019 года Одиннадцатый конституционный суд Высшей судебной палаты Лимы обязал RENIEC зарегистрировать однополый брак Сусель Паредес и Грейс Альовин, поженившихся в 2016 году в Майами. 
В апреле 2019 года сообщалось, что на рассмотрении находятся четыре дела, требующие признания однополых браков в Перу. Один из них касался брака, заключённого за границей, признания которого пара добивалась в Перу через судебный иск. Другой иск был подан гражданином Перу, который добивался права заключить брак со своим однополым партнером в Перу в суде Лимы. Нелли Паредес Рохас, прокурор RENIEC, призвала Конгресс легализовать однополые браки. 
3 ноября 2020 года Конституционный суд проголосовал в соотношении 4—3 за отклонение ходатайства Угартече о регистрации его брака в RENIEC. 
В июне 2022 года Конституционный суд отклонил апелляцию о признании однополых браков, заключённых в зарубежных странах, заявив, что конституция ограничивает брак парами противоположного пола. Суд также указал, что не считает, что страна обязана выполнять предыдущее заключение Межамериканского суда по правам человека, требующее от страны легализовать однополые браки, на том основании, что суд был политизирован.  

#### Заключение Межамериканского суда по правам человека от 2018 года
После ходатайства, поданного Коста-Рикой, Межамериканский суд по правам человека 9 января 2018 года вынес решение в пользу однополых браков, требующее от стран, подписавших Американскую конвенцию о правах человека, легализовать однополые браки. 11 января председатель Верховного суда Перу и председатель судебной власти страны Дуберли Родригес заявил, что Перу должно подчиниться этому решению.  29 января 2018 года министр жилищного строительства Карлос Брюс предположил, что однополые браки будут разрешены в Перу в течение двух лет, а несколько бывших судей Верховного суда и законодателей, в том числе Индира Уилка, заявили, что однополые браки скоро будут легальны в Перу, несмотря ни на что. Однако правительство Перу еще не приняло официального решения по этому вопросу.

## Защита от дискриминации и законы о преступлениях на почве ненависти
Статья 2.2 Конституции Перу гласит, что «каждый человек имеет право на равенство перед законом. Никто не может подвергаться дискриминации по признаку происхождения, расы, пола, языка, убеждений, экономического положения или любого другого отличительного признака». Сексуальная ориентация и гендерная идентичность могут быть включены в понятие «любой другой отличительный признак», но прямо не упоминаются.
Тем не менее, с мая 2004 года Конституционно-процессуальный кодекс (Закон 28.237) прямо предусматривает, что в случае дискриминации по признаку сексуальной ориентации может быть использована процедура ампаро — конституционная гарантия защиты людей от угрозы или нарушения прав, признанных в Конституции.  
В июле 2013 года Конгресс проголосовал в соотношении 56—27 при 18 воздержавшихся против законопроекта о внесении поправок в законы Перу о преступлениях на почве ненависти  с целью включения в них сексуальной ориентации и гендерной идентичности. 
К февралю 2016 года был разработан проект нового Уголовного кодекса, который находился на рассмотрении в Комитете по юстиции и правам человека. В нём будет установлена четкая защита ЛГБТ от дискриминации, преследования и разжигания ненависти. Чтобы выйти из политического тупика в Конгрессе, в официальном вестнике страны был опубликован правительственный указ (Nº 1323), добавляющий термины «сексуальная ориентация» и «гендерная идентичность» к существующим законам о преступлениях на почве ненависти и борьбе с дискриминацией, а новый Уголовный кодекс вступил в силу 7 января 2017 года. Указ был издан недавно избранным президентом Педро Пабло Кучински.  
Однако в мае 2017 года Конгресс Перу 66 голосами против 29 проголосовал за исключение этих положений из законов о преступлениях на почве ненависти и борьбе с дискриминацией. Члены крупнейшей партии в Конгрессе, Народной силы, лидер которой проиграл Кучински на выборах 2016 года, присоединились к членам Альянса за прогресс, чтобы отменить положения, содержащиеся в указе. Тем не менее президент Кучински наложил вето на отмену, и с тех пор Конгрессу не удалось преодолеть его вето. По состоянию на ноябрь 2018 года, согласно статьям 46 и 323 Уголовного кодекса, изданный в 2017 году указ, объявляющий вне закона дискриминацию, подстрекательство к дискриминации и преступления на почве ненависти по признаку сексуальной ориентации и гендерной идентичности, продолжает действовать. 

### Региональные законы
В дополнение к указу 2017 года, запрещающему дискриминацию в отношении ЛГБТ по всей стране, ряд регионов и районов приняли собственные антидискриминационные законы, охватывающие, в частности, сексуальную ориентацию и гендерную идентичность. Это Аякучо, Ла-Либертад, Лорето, Мокегуа, Сан-Мартин, Такна и Укаяли, а также районы Альто Сельва Алегре, Кастилья, Мирафлорес (Лима) и Пуэбло Либре.Другие районы имеют защиту, но только по признаку сексуальной ориентации: Амазонас, Апуримак, Кальяо, Уанкавелика, Уануко, Ика, Хунин и Мадре-де-Дьос, а также провинции Кахамарка, Каньете, Кутерво, Ламбаеке, Лима, Пьюра, Санта и Суллана и районы Анкон, Чаклакайо, Чаракато, Хакобо Хантер, Хесус Мария, Линсе, Махес, Мирафлорес (Арекипа), Морропон, Пачакамак, Пикси, Сан-Исидро, Сан-Хуан-де-Луриганчо, Сан-Мигель, Санья, Санта-Анита, Санта-Мария-дель-Мар, Сантьяго-де-Сурко и Вилла-Эль-Сальвадор. 

## Гендерная идентичность и самовыражение
Трансгендерам разрешено менять имя, чтобы оно соответствовало их гендерной идентичности. В мае 2014 года Конституционный суд Перу постановил, что женщина-трансгендер не может изменить свой пол в национальном удостоверении личности. 
4 ноября 2016 года в Конгресс Перу был внесён законопроект, позволяющий трансгендерам на законных основаниях менять свой пол без необходимости хирургического вмешательства. Законопроект также направлен на предоставление трансгендерам доступа к паспортам и другим документам, удостоверяющим личность, которые соответствуют их гендерной идентичности.  По состоянию на март 2021 года Закон о гендерной идентичности находится на рассмотрении в законодательном органе, его поддерживают конгрессвумен Росио Сильва Сантистебан, Каролина Лизаррага, Моника Сааведра и независимый парламентарий Арлетт Контрерас. 
21 октября 2016 года Конституционный суд Перу отменил своё решение от 2014 года, в котором суд определил, что пол может быть только биологическим и хромосомным. В новом решении, опубликованном 8 ноября, суд признал, что люди определяются не только по биологическому полу, но также необходимо учитывать их психическую и социальную реальность. Таким образом, суд признает право трансгендеров на их гендерную идентичность. Благодаря этому решению трансгендеры в Перу могут подать заявление на изменение пола в судебном порядке без необходимости хирургической коррекции пола. Судьи Мануэль Миранда Каналес, Марианелла Ледесма Нарваес, Карлос Рамос Нуньес и Элой Эспиноса-Салданья Баррера составляли большинство. 

## Военная служба
Согласно статье 269 Военно-уголовного кодекса 1988 года, военнослужащие и полицейские, вступающие в однополые сексуальные отношения, могут быть наказаны тюремным заключением на срок от 60 дней до 20 лет или увольнением из вооруженных сил. Хотя быть гомосексуалом прямо не запрещалось, вербовщики обычно отклоняли кандидатов, которых подозревали в гомосексуальности. 9 июня 2004 года Конституционный суд Перу постановил, что увольнение из армии людей, совершивших гомосексуальные акты, является формой неконституционной дискриминации, учитывая, что эквивалентные гетеросексуальные акты разрешены. 

## Донорство крови
В июле 2015 года в ответ на заявление лесбиянки, которой отказали в сдаче крови по причине её сексуальной ориентации, Министерство здравоохранения опубликовало заявление, осуждающее этот инцидент и подтверждающее, что сексуальная ориентация не является препятствием для сдачи крови.   
Тем не менее, когда в начале 2018 года комик и драматург Каролина Сильва Сантистебан подала заявку на сдачу крови, её заявление было отклонено на основании сексуальной ориентации. Теоретически правила сдачи крови в Перу не препятствуют гомосексуальным кандидатам в доноры, если они в остальном здоровы, хотя на практике несколько пунктов сдачи крови отклоняли заявки таких кандидатов. 

## Условия жизни

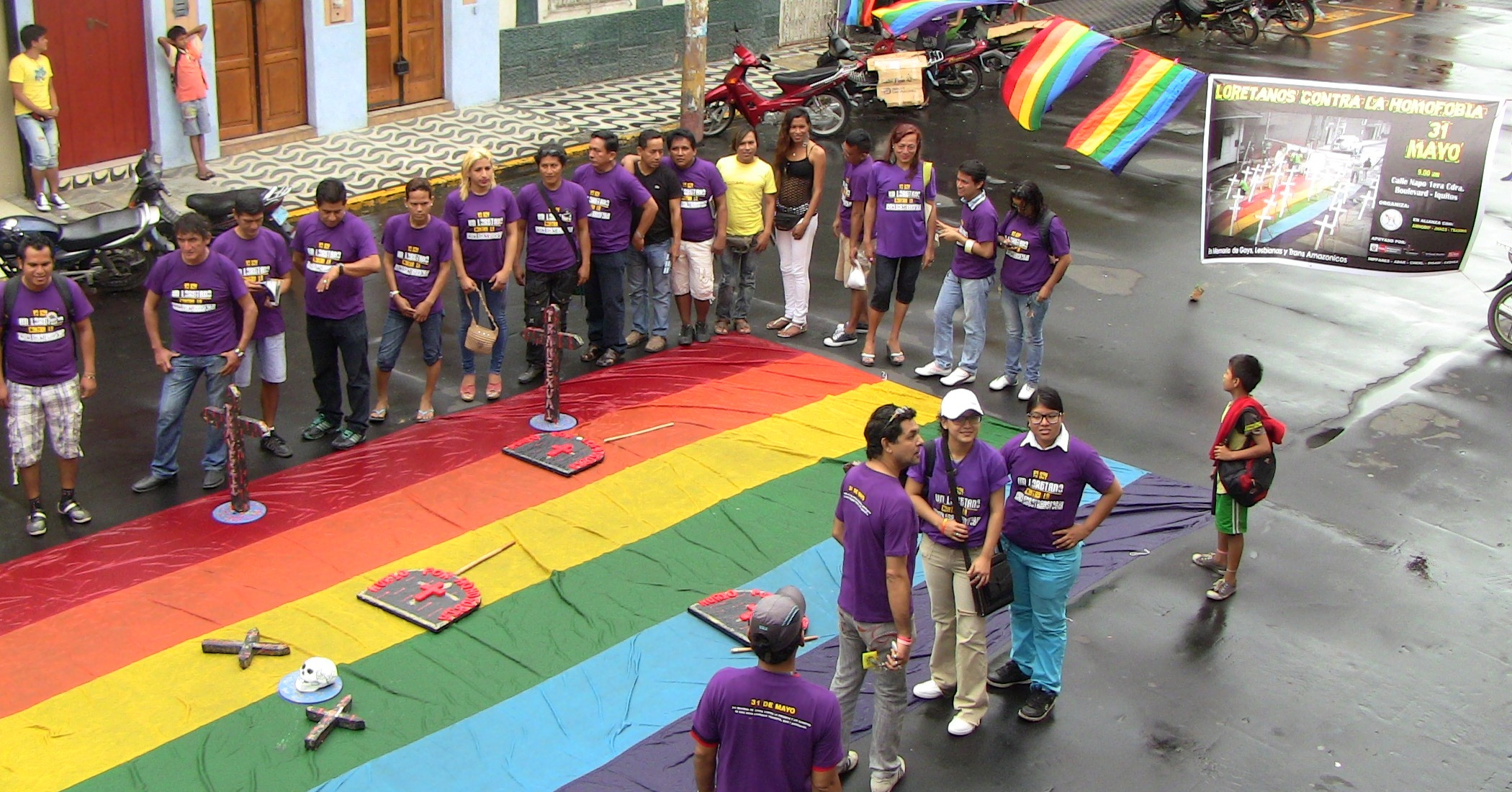
Акция протеста против гомофобии в Икитосе

Перуанское общество в целом считается враждебным по отношению к ЛГБТ. Римско-католическая церковь имеет большое влияние в стране. Поэтому отношение к ЛГБТ-сообществу, как правило, отражает католические нравы. Тем не менее, отношение стало более приемлемым и толерантным, в соответствии с мировыми тенденциями. Недавнее законодательство и судебные решения также предоставляют ЛГБТ все больше юридических прав, таких как право сдавать кровь, право трансгендеров на смену юридического пола, право открыто служить в армии и право на защиту от дискриминации.
В мае 2015 года социальная сеть ЛГБТ PlanetRomeo опубликовала первый индекс счастья геев (GHI). Геям из более чем 120 стран были заданы вопросы о том, как они относятся к взглядам общества на гомосексуальность, как они воспринимают отношение к ним со стороны других людей и насколько они удовлетворены своей жизнью. Перу заняла 87-е место с показателем GHI 24.  .
В 2020 году Межамериканский суд по правам человека постановил, что Азул Рохас Марин, которая в то время являлась геем, а сейчас транс-женщина, в 2008 году подверглась пыткам во время содержания под стражей в участке полиции. 

### Парады гордости

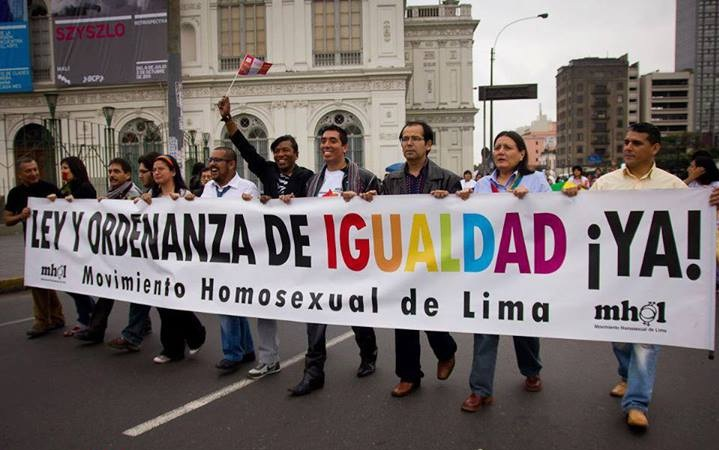
Movimiento Homosexual de Lima на Lima Pride в 2011 году

Ежегодные парады гордости проходят в Лиме, Арекипе, Трухильо, Чиклайо, Икитосе, Пьюре, Куско и Кальяо. В 2017 году парад в Лиме собрал рекордное количество людей, и в нём приняли участие несколько видных политиков. 

### Образование
В национальную образовательную программу 2016 года включена информация о сексуальной ориентации, сексе и гендерных вопросах. Сексуальная ориентация официально описывается как «эмоциональное и сексуальное влечение к другому человеку. Это не добровольный выбор, который человек делает в один момент, а затем меняет его. Это скорее результат сложного взаимодействия многих обстоятельств на протяжении всей жизни (биологических, когнитивных и экологических аспектов).»

### Общественное мнение
В августе 2010 года опрос показал, что 8,3% перуанцев одобряют однополые браки, причем этот процент выше среди жителей Лимы и более молодых людей. 
Согласно опросу Pew Research Center, проведённому с 13 ноября по 16 декабря 2013 года, 14% перуанцев поддержали однополые браки, а 81% выступили против.  
Опрос AmericasBarometer 2017 года показал, что 28% перуанцев поддерживают однополые браки. 
Опрос Instituto de Estudios Peruanos (IEP), проведённый с июня 2016 по май 2019 года, показал, что процент перуанцев, выступающих против однополых браков, снизился с 68% до 59%. Опрос IEP также показал, что процент людей, «настроенных против» однополых союзов, также снизился с 51% до 40%. 
Согласно опросу общественного мнения, проведённому в июне 2019 года, 49% перуанцев «положительно» относятся к гомосексуалам, 33% — «неблагоприятно» и 18% не определились. Женщины (53%), жители Лимы (53%), 18—24-летние (66%) и те, кто лично знаком с открытым геем (85%), высказались положительно. 

## Таблица результатов
| Однополые сексуальные отношения разрешены                                                                        | (с 1924 г.)                                          |
| Равный возраст согласия                                                                                          | (с 2012 г.)                                          |
| Антидискриминационное законодательство в сфере занятости                                                         | (с 2017 г.)                                          |
| Антидискриминационное законодательство в сфере предоставления товаров и услуг                                    | (с 2017 г.)                                          |
| Антидискриминационное законодательство во всех других областях (включая косвенную дискриминацию, язык ненависти) | (с 2017 г.)                                          |
| Законы о преступлениях на почве ненависти включают сексуальную ориентацию и гендерную идентичность.              | (с 2017 года, в качестве отягчающего обстоятельства) |
| Однополые браки                                                                                                  | Нет                                                  |
| Признание однополых пар (например, гражданских союзов)                                                           | Нет                                                  |
| Усыновление для одиноких людей независимо от сексуальной ориентации                                              | Нет                                                  |
| Усыновление приёмных детей однополыми парами                                                                     | Нет                                                  |
| Совместное усыновление однополыми парами                                                                         | Нет                                                  |
| Геям, лесбиянкам и бисексуалам разрешено открыто служить в армии                                                 | Нет                                                  |
| Трансгендерам разрешено открыто служить в армии                                                                  | Нет                                                  |
| Право на смену юридического пола                                                                                 | (с 2016 г.)                                          |
| Несовершеннолетние интерсексуалы защищены от инвазивных хирургических процедур                                   | Нет                                                  |
| Возможность выбора третьего пола                                                                                 | Нет                                                  |
| Автоматическое признание родительских прав обоих супругов после рождения ребенка                                 | Нет                                                  |
| Доступ к ЭКО для лесбиянок                                                                                       | Нет                                                  |
| Репаративная терапия запрещена                                                                                   | Нет                                                  |
| Коммерческое суррогатное материнство для гей-пар                                                                 | Нет                                                  |
| МСМ разрешили сдавать кровь                                                                                      | (нет официального запрета)                           |

## Внешние ссылки
- Official website of the Movimiento Homosexual de Lima (MHOL)—Gay and lesbian group established in 1982.